# Ісландія на зимових Олімпійських іграх 1952
Ісландія на зимових Олімпійських іграх 1952 року, які проходили в норвезькій столиці Осло, була представлена 11 спортсменами (всі чоловіки) у трьох видах спорту. Прапороносцем на церемонії відкриття Олімпійських ігор був Гіслі Крістьянссон.
Жодних медалей країна на цій Олімпіаді не завоювала.

## Гірськолижний спорт
Чоловіки
| Спортсмен            | Дисципліна         | Дистанція 1  | Дистанція 1 | Дистанція 2 | Дистанція 2 | Разом      | Разом      |
| Спортсмен            | Дисципліна         | Час          | Місце       | Час         | Місце       | Час        | Місце      |
| -------------------- | ------------------ | ------------ | ----------- | ----------- | ----------- | ---------- | ---------- |
| Гйойкюр Сігурдссон   | швидкісний спуск   |              |             |             |             | 3:06,0     | 49         |
| Стефаун Крістьянссон | швидкісний спуск   |              |             |             |             | 3:06,1     | 50         |
| Асгейр Ейолфссон     | швидкісний спуск   |              |             |             |             | 3:08,3     | 52         |
| Йоун Карл Сігурдссон | швидкісний спуск   |              |             |             |             | 3:10,1     | 54         |
| Гйойкюр Сігурдссон   | гігантський слалом |              |             |             |             | 2:57,0     | 51         |
| Йоун Карл Сігурдссон | гігантський слалом |              |             |             |             | 3:01,5     | 57         |
| Асгейр Ейолфссон     | гігантський слалом |              |             |             |             | 3:06,4     | 63         |
| Стефаун Крістьянссон | гігантський слалом |              |             |             |             | 3:12,5     | 68         |
| Асгейр Ейолфссон     | слалом             | 1:06,4       | 30 Q        | 1:09,7      | 27          | 2:16,1     | 27         |
| Йоун Карл Сігурдссон | слалом             | 1:09,3       | 40          | не пройшов  | не пройшов  | не пройшов | не пройшов |
| Стефаун Крістьянссон | слалом             | 1:10,2       | 46          | не пройшов  | не пройшов  | не пройшов | не пройшов |
| Гйойкюр Сігурдссон   | слалом             | не фінішував | –           | не пройшов  | не пройшов  | не пройшов | не пройшов |

## Лижні гонки
Чоловіки
| Дисципліна | Спортсмен            | Дистанція | Дистанція |
| Дисципліна | Спортсмен            | Час       | Місце     |
| ---------- | -------------------- | --------- | --------- |
| 18 км      | Гюннар Петюрссон     | 1'10:30   | 32        |
| 18 км      | Ебенесер Торарінссон | 1'11:10   | 40        |
| 18 км      | Йоун Крістьянссон    | 1'12:05   | 45        |
| 18 км      | Оддюр Петюрссон      | 1'13:35   | 55        |
| 50 км      | Івар Стефаунссон     | 4'39:50   | 29        |
| 50 км      | Йоун Крістьянссон    | 4'41:32   | 30        |
| 50 км      | Маттіас Крістьянссон | 4'48:47   | 33        |

Чоловіки, 4 × 10 км естафета
| Спортсмены                                                               | Заезд   | Заезд |
| Спортсмены                                                               | Время   | Место |
| ------------------------------------------------------------------------ | ------- | ----- |
| Гюннар Петюрссон Ебенесер Торарінссон Йоун Крістьянссон Івар Стефаунссон | 2'40:09 | 11    |

## Стрибки з трампліна
Чоловіки
| Спортсмен        | Дисципліна          | Стрибок 1 | Стрибок 1 | Стрибок 1 | Стрибок 2 | Стрибок 2 | Стрибок 2 | Підсумок | Підсумок |
| Спортсмен        | Дисципліна          | Відстань  | Бали      | Місце     | Відстань  | Бали      | Місце     | Бали     | Місце    |
| ---------------- | ------------------- | --------- | --------- | --------- | --------- | --------- | --------- | -------- | -------- |
| Арі Гвюдмюндссон | нормальний трамплін | 60,0      | 89,0      | 38        | 59,0      | 94,0      | 27        | 183,0    | 35       |